# Sabou Kem
Sabou également nommé Sabou Kem est un grand prêtre de Ptah de l'Ancien Empire. Contemporain de Ptahchepsès III, il a probablement exercé le pontificat memphite dans la seconde partie de la Ve dynastie.
Ses titres sont : « Le plus grand des directeurs d'artisans appartenant au jour de la fête du Soleil » (c'est le titre principal d'un grand prêtre de Ptah), « prêtre de Sokar dans les deux maisons » et « prêtre de Ptah ».
Charles Maystre, qui a produit une étude complète sur les grands pontifes memphites, fait de Sabou et de son collègue Ptahchepsès deux grands prêtres collègues qui, au vu de leur monuments funéraires, étaient moins puissants que leurs successeurs qui marquent la fin de la dynastie et le début de la VIe dynastie.

## Sépulture
Sa tombe a été retrouvée par Auguste Mariette, dans la partie orientale de la nécropole de Saqqarah qui comporte de nombreux tombeaux d'autres grands prêtres de Ptah. Le mastaba construit dans un calcaire local de qualité médiocre était en mauvais état au moment de sa découverte mais comportait encore dans sa chambre cultuelle située sur la face orientale du monument un enduit supportant des peintures dont les sujets étaient ceux classiques du repas funéraire du défunt ainsi que les processions de porteurs d'offrande pour Sabou.
Elle comportait en outre une stèle funéraire en calcaire de bonne qualité, peinte en rouge et piquetée de taches afin d'imiter le granite, matériaux coûteux et réservé aux personnages de haut rang à cette époque. La stèle était gravée de hiéroglyphes donnant les titres et fonctions de Sabou qui est par trois fois nommé simplement par ce patronyme et une fois comme Sabou Kem, la seconde partie de ce nom étant probablement le beau nom du grand prêtre.
Une statue provenant de Saqqarah d'un personnage, qualifié de grand prêtre de Ptah, représenté en scribe et portant une fois le nom de Sabou et une autre fois celui de Sabou Kem lui appartient certainement et pourrait provenir de son mastaba. Elle est aujourd'hui exposée au Musée du Caire.